# A Brit Virgin-szigetek címere

A Brit Virgin-szigetek címere

A Brit Virgin-szigetek címere egy zöld színű pajzs, amelyen egy Szent Orsolyát jelképező fehérruhás nőalak egy aranyszínű olajlámpást tart a kezében. Körülötte további tizenegy olajlámpást helyeztek el a pajzson, ezek Szent Orsolya követőit szimbolizálják. A pajzs alatti sárga szalagon olvasható a szigetek mottója: „Vigilate” (Légy éber). 